# Strâmtoarea Otranto

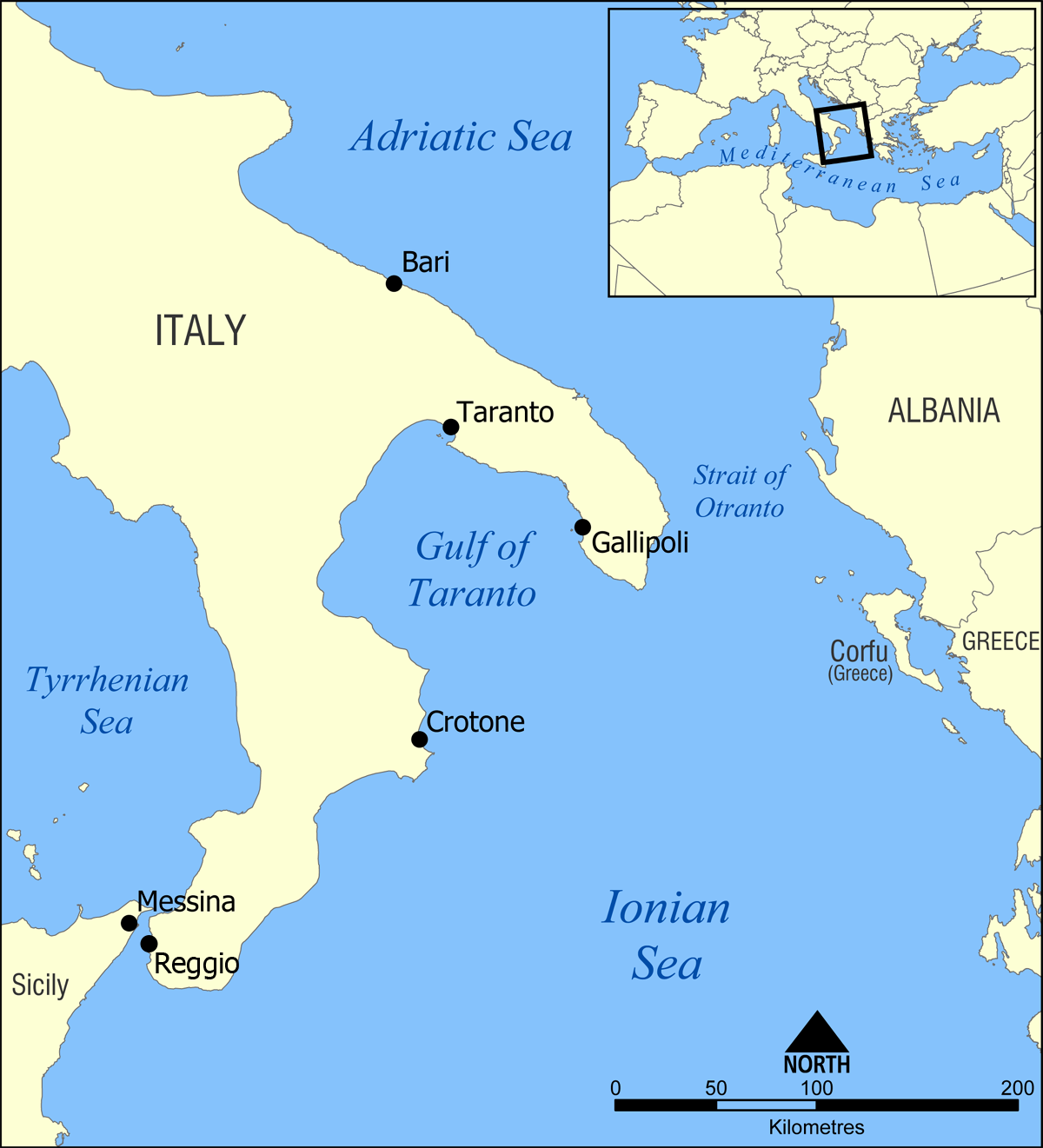
Locatia Strâmtoarei Otranto, care leagă Marea Adriatică de Marea Ionică.

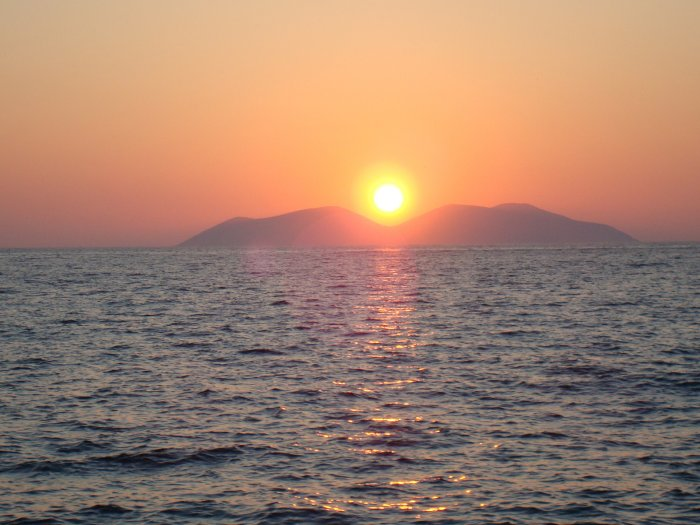
Golful Vlora

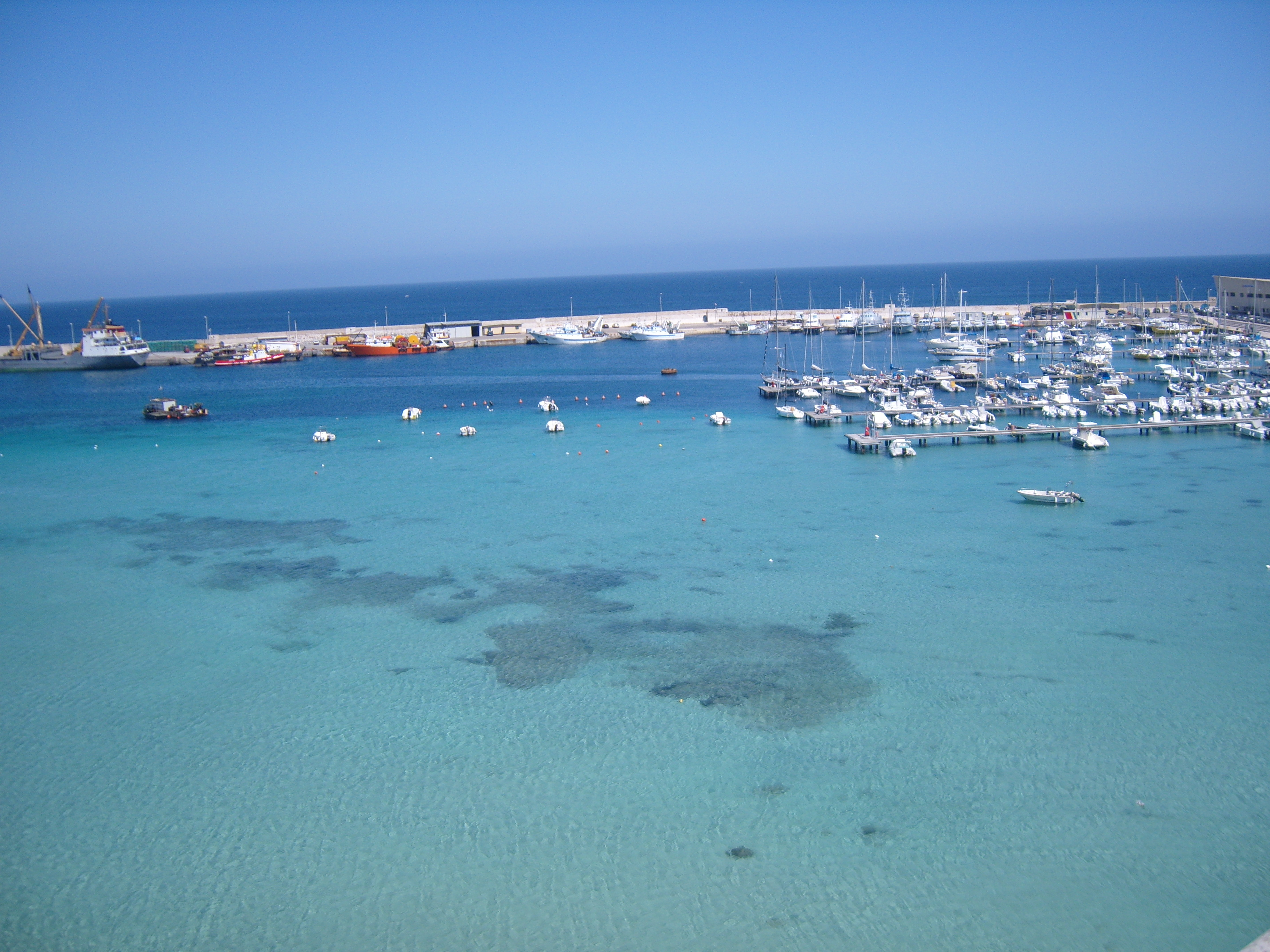
Portul Otranto

Strâmtoarea Otranto (albaneză Kanali i Otrantos; italiană Canale d'Otranto) leagă Marea Adriatică de Marea Ionică și separă Italia de Albania. Lățimea ei la Punta Palascìa, la est de Salento, este mai mică de 72 km (45 mile).  Strâmtoarea este numită după orașul italian Otranto.